# Hiroshi Aoyama
Hiroshi Aoyama (青山博一?, Aoyama Hiroshi; Chiba, 25 ottobre 1981) è un pilota motociclistico giapponese, campione del mondo della classe 250 nel 2009.
Anche suo fratello, Shūhei Aoyama, ha corso come pilota professionista.

## Carriera
Esordisce nel 2000 nella classe 250 del motomondiale, come wildcard nel Gran Premio del Pacifico a bordo di una Honda giungendo 8º ed ottenendo il 28º posto a fine stagione con 8 punti. Nel 2001 corre due Gran Premi, ancora come wild card e sempre con la Honda, terminando 28º con 3 punti e ottenendo come miglior risultato un tredicesimo posto in Giappone. Nel 2002 corre due Gran Premi, ancora come wildcard e sempre con la Honda, concludendo 27º con 9 punti e ottenendo come miglior risultato un undicesimo posto nel Gran Premio del Pacifico. Nel 2003 corre due Gran Premi, ancora come wildcard e sempre con la Honda, ottenendo pole position e secondo posto in Giappone e terminando la stagione al 15º posto con 31 punti.
Nel 2004 diventa pilota titolare, ingaggiato dal team Telefonica Movistar Honda 250, con Daniel Pedrosa come compagno di squadra, ottenendo due terzi posti (Giappone e Qatar) e terminando la stagione al 6º posto con 128 punti. Nel 2005 viene confermato nel team, ottenendo una vittoria in Giappone, tre terzi posti (Cina, Germania e Turchia) e due pole position (Giappone e Malesia), concludendo il campionato in 4ª posizione con 180 punti.
Nel 2006 viene ingaggiato dal team Red Bull KTM GP 250, ottenendo due vittorie (Turchia e Giappone (in questi Gran Premi ottiene anche la pole position)), quattro terzi posti (Cina, Gran Bretagna, Repubblica Ceca e Australia) e altre due pole position (Germania e Malesia), terminando 4º in campionato come l'anno precedente con 193 punti. Nel 2007 viene confermato dal team Red Bull KTM 250, con Mika Kallio come compagno di squadra, ottenendo due vittorie (Germania e Malesia (qui ottiene anche la pole position)), un secondo posto nel Gran Premio di San Marino e un terzo posto in Gran Bretagna, terminando la stagione al 6º posto con 160 punti. Nel 2008 viene confermato nel team KTM, ottenendo due secondi posti (Cina e Malesia (qui ottiene anche la pole position)) e giungendo 7º con 139 punti.
Nel 2009 torna alla Honda ingaggiato dal team Scot Racing Team 250cc, con Raffaele De Rosa come compagno di squadra, e corona una splendida stagione vincendo il titolo mondiale con 261 punti, ottenendo quattro vittorie (Spagna, Olanda, Gran Bretagna e Malesia), tre secondi posti (Giappone, Catalogna e Indianapolis) e due pole position (San Marino e Malesia).
Nel 2010 passa nella classe MotoGP, nel team della Honda Interwetten MotoGP. In questa stagione è però costretto a saltare i GP di Gran Bretagna, Paesi Bassi, Catalogna, Stati Uniti e Repubblica Ceca per la frattura della dodicesima vertebra dorsale rimediata nel warm up del GP di Gran Bretagna. Ottiene come miglior risultato un settimo posto in Malesia e termina la stagione al 15º posto con 53 punti. Nel 2011 passa al team San Carlo Honda Gresini, con Marco Simoncelli come compagno di squadra. Nel gran premio d'Olanda inoltre sostituisce l'infortunato Daniel Pedrosa nel team Honda Racing Corporation. Durante la stagione ottiene come miglior risultato un quarto posto sotto la pioggia a Jerez. Conclude la stagione al 10º posto con 98 punti.
Nel 2012 passa a correre nel campionato mondiale Superbike, alla guida della Honda CBR1000RR del team Honda World Superbike; il compagno di squadra è Jonathan Rea. Termina la stagione al 18º posto con 61,5 punti. Nello stesso anno corre in MotoGP, in sostituzione dell'infortunato Yonny Hernández sulla BQR del team Avintia Blusens al GP della Comunità Valenciana, totalizzando 3 punti.
Nel 2013 torna in MotoGP, alla guida della FTR del team Avintia Blusens; il compagno di squadra è Héctor Barberá. Ottiene come miglior risultato un undicesimo posto in Malesia e termina la stagione al 20º posto con 13 punti. In questa stagione è costretto a saltare i Gran Premi di Catalogna e Assen per una lesione all'anulare della mano sinistra rimediata nelle prove libere del GP di Catalogna. Nel 2014 passa al team Drive M7 Aspar, alla guida di una Honda RCV1000R con specifiche Open; il compagno di squadra è Nicky Hayden. Ottiene come miglior risultato due ottavi posti in Aragona e Australia; termina la stagione, in cui è l'unico pilota a portare a termine tutte le gare, al 14º posto con 68 punti.
Nel 2015 viene ingaggiato dalla HRC come collaudatore MotoGP. Nello stesso anno corre i Gran Premi di Americhe, Argentina e Spagna sulla Honda RC213V del team Repsol Honda in sostituzione dell'infortunato Daniel Pedrosa e il Gran Premio di Germania in sostituzione dell'infortunato Karel Abraham sulla Honda del team AB Motoracing. A fine stagione è venticinquesimo in classifica con cinque punti. Torna a gareggiare nel Motomondiale nel 2016, quando viene chiamato a sostituire l'infortunato Daniel Pedrosa in sella alla Honda RC213V del team Repsol Honda nei Gran Premi di Giappone e Malesia, totalizzando un punto. Chiude la stagione al venticinquesimo posto in classifica piloti. Nel 2017 corre in Giappone sulla Honda del team EG 0,0 Marc VDS in sostituzione dell'infortunato Jack Miller.

## Risultati in gara

### Motomondiale
| 2000 | Classe | Moto  |  |  |  |  |  |  |  |  |  |  |  |  |  |  |   |  |  |  | Punti | Pos. |
| ---- | ------ | ----- |  |  |  |  |  |  |  |  |  |  |  |  |  |  | - |  |  |  | ----- | ---- |
| 2000 | 250    | Honda |  |  |  |  |  |  |  |  |  |  |  |  |  |  | 8 |  |  |  | 8     | 27º  |

| 2001 | Classe | Moto  |    |  |  |  |  |  |  |  |  |  |  |  |    |  |  |  |  |  | Punti | Pos. |
| ---- | ------ | ----- | -- |  |  |  |  |  |  |  |  |  |  |  | -- |  |  |  |  |  | ----- | ---- |
| 2001 | 250    | Honda | 13 |  |  |  |  |  |  |  |  |  |  |  | 21 |  |  |  |  |  | 3     | 28º  |

| 2002 | Classe | Moto  |    |  |  |  |  |  |  |  |  |  |  |  |    |  |  |  |  |  | Punti | Pos. |
| ---- | ------ | ----- | -- |  |  |  |  |  |  |  |  |  |  |  | -- |  |  |  |  |  | ----- | ---- |
| 2002 | 250    | Honda | 12 |  |  |  |  |  |  |  |  |  |  |  | 11 |  |  |  |  |  | 9     | 26º  |

| 2003 | Classe | Moto  |   |  |  |  |  |  |  |  |  |  |  |  |   |  |  |  |  |  | Punti | Pos. |
| ---- | ------ | ----- | - |  |  |  |  |  |  |  |  |  |  |  | - |  |  |  |  |  | ----- | ---- |
| 2003 | 250    | Honda | 2 |  |  |  |  |  |  |  |  |  |  |  | 5 |  |  |  |  |  | 31    | 15º  |

| 2004 | Classe | Moto  |    |     |   |   |   |    |   |   |   |   |   |   |   |     |   |    |  |  | Punti | Pos. |
| ---- | ------ | ----- | -- | --- | - | - | - | -- | - | - | - | - | - | - | - | --- | - | -- |  |  | ----- | ---- |
| 2004 | 250    | Honda | 11 | Rit | 4 | 9 | 6 | 10 | 6 | 4 | 9 | 7 | 9 | 3 | 3 | Rit | 7 | SQ |  |  | 128   | 6º   |

| 2005 | Classe | Moto  |     |   |   |   |   |   |   |    |     |   |   |   |   |   |   |   |   |  | Punti | Pos. |
| ---- | ------ | ----- | --- | - | - | - | - | - | - | -- | --- | - | - | - | - | - | - | - | - |  | ----- | ---- |
| 2005 | 250    | Honda | Rit | 6 | 3 | 6 | 7 | 4 | 4 | NE | Rit | 3 | 5 | 1 | 5 | 6 | 6 | 3 | 6 |  | 180   | 4º   |

| 2006 | Classe | Moto |   |   |   |   |   |     |   |   |   |   |    |   |     |   |   |   |     |  | Punti | Pos. |
| ---- | ------ | ---- | - | - | - | - | - | --- | - | - | - | - | -- | - | --- | - | - | - | --- |  | ----- | ---- |
| 2006 | 250    | KTM  | 6 | 5 | 1 | 3 | 4 | Rit | 6 | 9 | 3 | 8 | NE | 3 | Rit | 3 | 1 | 2 | Rit |  | 193   | 4º   |

| 2007 | Classe | Moto |     |   |     |   |     |    |   |   |   |   |    |   |   |     |   |   |   |    | Punti | Pos. |
| ---- | ------ | ---- | --- | - | --- | - | --- | -- | - | - | - | - | -- | - | - | --- | - | - | - | -- | ----- | ---- |
| 2007 | 250    | KTM  | Rit | 6 | Rit | 9 | Rit | 21 | 7 | 3 | 5 | 1 | NE | 6 | 2 | Rit | 8 | 4 | 1 | 10 | 160   | 6º   |

| 2008 | Classe | Moto |    |   |   |   |   |   |   |   |   |   |    |    |     |    |   |     |   |   | Punti | Pos. |
| ---- | ------ | ---- | -- | - | - | - | - | - | - | - | - | - | -- | -- | --- | -- | - | --- | - | - | ----- | ---- |
| 2008 | 250    | KTM  | 16 | 4 | 5 | 2 | 7 | 8 | 7 | 6 | 6 | 8 | NE | 13 | Rit | AN | 9 | Rit | 2 | 5 | 139   | 7º   |

| 2009 | Classe | Moto  |   |   |   |   |   |   |   |    |   |   |   |   |   |   |   |   |   |  | Punti | Pos. |
| ---- | ------ | ----- | - | - | - | - | - | - | - | -- | - | - | - | - | - | - | - | - | - |  | ----- | ---- |
| 2009 | 250    | Honda | 4 | 2 | 1 | 8 | 6 | 2 | 1 | NE | 4 | 1 | 4 | 2 | 4 | 4 | 7 | 1 | 7 |  | 261   | 1º   |

| 2010 | Classe | Moto  |    |    |    |    |    |     |     |     |     |     |    |    |    |    |   |    |    |    | Punti | Pos. |
| ---- | ------ | ----- | -- | -- | -- | -- | -- | --- | --- | --- | --- | --- | -- | -- | -- | -- | - | -- | -- | -- | ----- | ---- |
| 2010 | MotoGP | Honda | 10 | 14 | 11 | 11 | NP | Inf | Inf | Inf | Inf | Inf | 12 | 12 | 13 | 10 | 7 | 13 | 12 | 14 | 53    | 15º  |

| 2011 | Classe | Moto  |    |   |   |   |     |   |   |    |    |    |   |   |    |    |   |     |    |    | Punti | Pos. |
| ---- | ------ | ----- | -- | - | - | - | --- | - | - | -- | -- | -- | - | - | -- | -- | - | --- | -- | -- | ----- | ---- |
| 2011 | MotoGP | Honda | 10 | 4 | 7 | 8 | Rit | 9 | 8 | 11 | 15 | 10 | 9 | 9 | 11 | 11 | 9 | Rit | AN | 12 | 98    | 10º  |

| 2012 | Classe | Moto |  |  |  |  |  |  |  |  |  |  |  |  |  |  |  |  |  |    | Punti | Pos. |
| ---- | ------ | ---- |  |  |  |  |  |  |  |  |  |  |  |  |  |  |  |  |  | -- | ----- | ---- |
| 2012 | MotoGP | BQR  |  |  |  |  |  |  |  |  |  |  |  |  |  |  |  |  |  | 13 | 3     | 25º  |

| 2013 | Classe | Moto |    |    |    |    |     |     |     |    |    |    |    |    |    |    |    |    |    |    | Punti | Pos. |
| ---- | ------ | ---- | -- | -- | -- | -- | --- | --- | --- | -- | -- | -- | -- | -- | -- | -- | -- | -- | -- | -- | ----- | ---- |
| 2013 | MotoGP | FTR  | 15 | 17 | 18 | 19 | Rit | Inf | Inf | 17 | 16 | 15 | 14 | 18 | 14 | 14 | 11 | 20 | 17 | 16 | 13    | 20º  |

| 2014 | Classe | Moto  |    |    |    |    |    |    |    |    |    |    |    |    |    |   |    |   |    |    | Punti | Pos. |
| ---- | ------ | ----- | -- | -- | -- | -- | -- | -- | -- | -- | -- | -- | -- | -- | -- | - | -- | - | -- | -- | ----- | ---- |
| 2014 | MotoGP | Honda | 11 | 12 | 10 | 12 | 14 | 14 | 15 | 16 | 12 | 10 | 13 | 14 | 12 | 8 | 13 | 8 | 11 | 15 | 68    | 14º  |

| 2015 | Classe | Moto  |  |    |     |     |  |  |  |  |     |  |  |  |  |  |  |  |  |  | Punti | Pos. |
| ---- | ------ | ----- |  | -- | --- | --- |  |  |  |  | --- |  |  |  |  |  |  |  |  |  | ----- | ---- |
| 2015 | MotoGP | Honda |  | 11 | Rit | Rit |  |  |  |  | Rit |  |  |  |  |  |  |  |  |  | 5     | 25º  |

| 2016 | Classe | Moto  |  |  |  |  |  |  |  |  |  |  |  |  |  |  |    |  |    |  | Punti | Pos. |
| ---- | ------ | ----- |  |  |  |  |  |  |  |  |  |  |  |  |  |  | -- |  | -- |  | ----- | ---- |
| 2016 | MotoGP | Honda |  |  |  |  |  |  |  |  |  |  |  |  |  |  | 15 |  | 16 |  | 1     | 25º  |

| 2017 | Classe | Moto  |  |  |  |  |  |  |  |  |  |  |  |  |  |  |    |  |  |  | Punti | Pos. |
| ---- | ------ | ----- |  |  |  |  |  |  |  |  |  |  |  |  |  |  | -- |  |  |  | ----- | ---- |
| 2017 | MotoGP | Honda |  |  |  |  |  |  |  |  |  |  |  |  |  |  | 18 |  |  |  | 0     |      |

| Legenda | 1º posto        | 2º posto            | 3º posto            | A punti      | Senza punti        | Grassetto – Pole position Corsivo – Giro più veloce |
| Legenda | Gara non valida | Non qual./Non part. | Ritirato/Non class. | Squalificato | '-' Dato non disp. | Grassetto – Pole position Corsivo – Giro più veloce |

### Campionato mondiale Superbike
| 2012 | Moto  |   |   |    |     |    |    |    |    |    |    |    |     |    |    |    |    |     |     |    |    |    |     |    |    |   |     |     |    | Punti | Pos. |
| ---- | ----- | - | - | -- | --- | -- | -- | -- | -- | -- | -- | -- | --- | -- | -- | -- | -- | --- | --- | -- | -- | -- | --- | -- | -- | - | --- | --- | -- | ----- | ---- |
| 2012 | Honda | 8 | 9 | 18 | Rit | 12 | 13 | AN | 11 | 17 | 10 | 17 | Rit | 16 | 12 | 14 | 15 | Rit | Rit | 13 | 14 | 13 | Rit | 10 | 15 | 8 | Rit | Rit | 14 | 61,5  | 18º  |

| Legenda | 1º posto        | 2º posto            | 3º posto           | A punti      | Senza punti        | Grassetto – Pole position Corsivo – Giro più veloce |
| Legenda | Gara non valida | Non qual./Non part. | Ritirato/Non class | Squalificato | '-' Dato non disp. | Grassetto – Pole position Corsivo – Giro più veloce |